# Perindopril
Perindoprilul (de obicei sub formă de tosilat) este un medicament antihipertensiv, fiind utilizat în tratamentul hipertensiunii arteriale și a insuficienței cardiace. Acționează ca inhibitor al enzimei de conversie a angiotensinei (IECA). Calea de administrare disponibilă este cea orală.
Perindoprilul a fost brevetat în 1980 și a fost aprobat pentru uz medical în 1988. Este disponibil sub formă de medicament generic.

## Utilizări medicale
Perindoprilul este utilizat în:
- tratamentul hipertensiunii arteriale;
- tratamentul insuficienței cardiace simptomatice;
- reducerea riscului de evenimente cardiace la pacienții cu antecedente de infarct miocardic și/sau revascularizare.